# Amphilophocolea
Amphilophocolea là một chi rêu trong họ Geocalycaceae.